# Francisco Simões

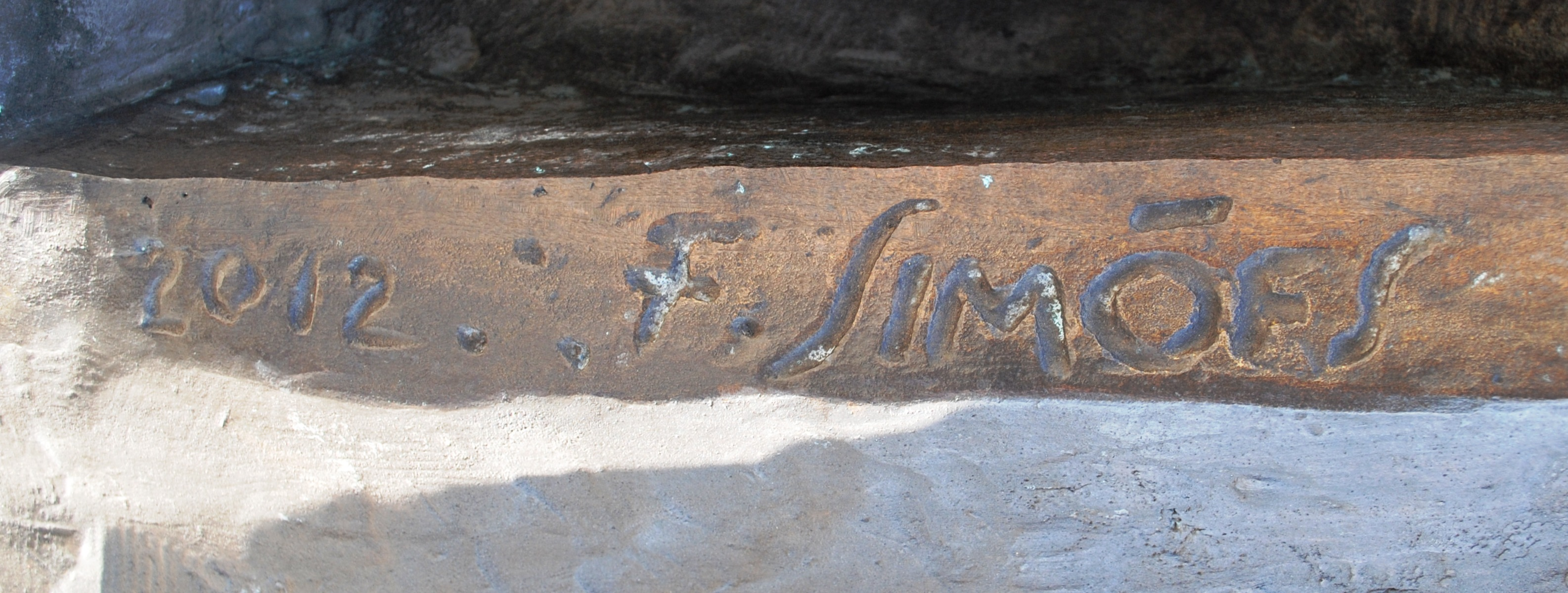
Signatur Francisco Simões'

Francisco Simões (* 1946 in Porto Brandão, Freguesia Caparica) ist ein portugiesischer Bildhauer und Zeichner.

## Leben
Francisco Simões stammt aus einer Familie von Fischern. Er besuchte bis 1965 die weiterführende Kunstschule António Arroio in Lissabon, studierte mit 19 Jahren mit einem Stipendium der OECD Grafik in Italien und anschließend bis 1974 Bildhauerei an der Academia de Música e Belas Artes in Funchal auf Madeira. Er war Berater am portugiesischen Bildungsministerium (Ministério da Educação e Ciência). 1996 wurde eine weiterführende Schule in Laranjeiro bei Almada nach ihm benannt.
Francisco Simões lebt seit 1991 in Sintra.

## Werk

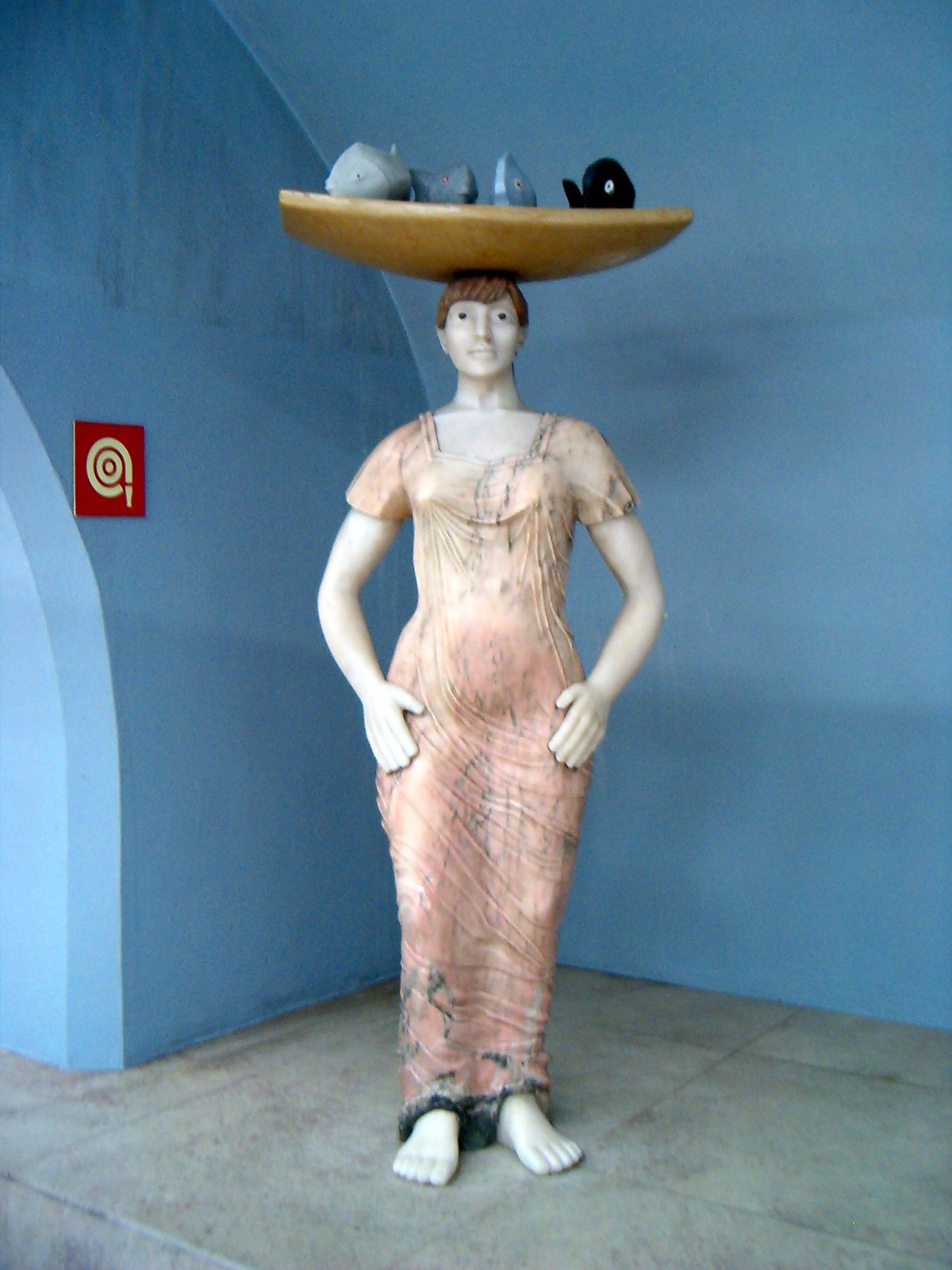
Marmorstandbild von Francisco Simões im U-Bahnhof Campo Pequeno, Lissabon

Zu seinen öffentlichen Standbildern gehören zum Beispiel die Bronzebüsten von José Maria Eça de Queiroz und dem Poeten Afonso Duarte aus den Jahren 2000 und 2001, die im Park Penedo de Saudade in Coimbra stehen. Im Lissaboner U-Bahnhof Rato stehen seine Bronzebüsten von Árpád Szenes und dessen Ehefrau Maria Helena Vieira da Silva aus dem Jahr 2002, die Marmorstandbilder im U-Bahnhof Campo Pequeno fertigte er ebenfalls an. Sein Bronzemonument von Teófilo Braga aus dem Jahr 2004 steht in Alfornelos, sein Marmormonument des Priesters Fernando Martins aus dem Jahr 2008 steht in Oeiras. Im Regierungspalast der Azoren in Ponta Delgada steht sein Marmormonument A Açoreana (deutsch: Die Frau der Azoren). Im Concelho (Kreis) Vila Franca de Xira sind auch einige seiner Werke zu finden: die Bronzeskulptur Mulher (deutsch: Frau) aus dem Jahr 2003 in Forte da Casa, dort im Stadtpark die Azulejos Tres Graças (deutsch: Drei Grazien) und Quatro Estações (deutsch: Vier Jahreszeiten) aus dem Jahr 2004, in Alhandra eine Marmorbüste des dort geborenen Schwimmers Baptista Pereira (* 1921; † 1984) von 2006. In Porto wurde 2012 sein Standbild Amor de Perdição aufgestellt, das auf dem gleichnamigen Roman von Camilo Castelo Branco basiert.
Seine Zeichnungen, Standbilder und Büsten sind zum Beispiel in folgenden Museums- und Sammlungsstandorten zu sehen: Castelo Branco (Museu Francisco Tavares Proença Júnior), Funchal, Covilhã (Sammlung des Rathauses und Sammlung der Universität Beira Interior), Horta, Azoren (Sammlung der Bank Caixa Económica Faialense), Washington, D.C. (House of the Temple), Paris (Sammlung der Banco Mello) und Lissabon (Sammlung der Banco Português de Negócios).
Er illustrierte mehrere Dutzend Bücher, zum Beispiel Ausgaben von Urbano Tavares Rodrigues, Maria Rosa Colaço, David Mourão-Ferreira, José Jorge Letria, Fernando Pessoa und Hugo Santos.

## Einzelausstellungen (Auswahl)
- 1981: Galeria e Escultura, Lissabon
- 1983: Galeria do Casino, Estoril
- 1983: Galeria Codilivro, Lissabon
- 1983: Galeria São Mamede, Lissabon
- 1984: Galeria Altamira, Lissabon
- 1985: Galeria Quetzal, Funchal
- 1986: Galeria Tempo, Lissabon
- 1986: Galeria de S. Mamede, Lissabon
- 1987: Galeria Multiface, Lissabon
- 1988: Galeria Arte Vária, Coimbra
- 1990: Galerie Magellan, Paris
- 1991: União de Bancos Portugueses, Paris
- 1995: Livraria-Galeria Verney, Oeiras
- 1995: Galeria de Exposições Augusto Cabrita, Seixal
- 1996: Espaço Chiado, Coimbra
- 1996: Galeria Convosco, Lissabon
- 1997: Galeria Cordeiros, Porto

## Veröffentlichungen

### Als Co-Autor
- Francisco Simões und David Mourão-Ferreira: O Corpo Iluminado. Editorial Presença, 1987.
- Francisco Simões und David Mourão-Ferreira: Música da Cama. Editorial Presença, 1995.
- Francisco Simões und Urbano Tavares Rodrigues: Benvinda e os Homens. Editorial Éter, 1996.
- Francisco Simões und Afonso Praça: Desenhos Afrodisiacos e Receitas Eróticas. Editorial de Notícias, 1997.
- Francisco Simões und António Prates: Fado. Prates, 1998.
- Francisco Simões, Afonso Praça, Alice Vieira, Fernando Dacosta, Guilherme de Melo, Inês Pedrosa, Mário Ventura und Moita Flores: Os Sete Pecados Capitais. Editorial de Notícias, 1998.
- Francisco Simões und Maria Aurora Carvalho Homem: Discurso Amoroso. Edição Campo das Letras, 2006.